# Aphnaeus rattrayi
Aphnaeus rattrayi är en fjärilsart som beskrevs av Sharpe 1904. Aphnaeus rattrayi ingår i släktet Aphnaeus och familjen juvelvingar. Inga underarter finns listade i Catalogue of Life.